# Kosztroma (folyó)
A Kosztroma (oroszul: Кострома) folyó Oroszország európai részén, a Kosztromai területen, hosszú szakaszon a Jaroszlavli területtel közös határon; a Volga bal oldali mellékfolyója.

## Földrajz
Hossza: 354 km, vízgyűjtő területe: 16 000 km², évi közepes vízhozama: 85 m³/sec.
A Kosztromai terület északnyugati, gyéren lakott részén, a Galicsi-hátságon ered. Kezdetben szűk völgyben nyugat felé, majd dél felé, Buj várostól délnyugat felé folyik és a Volgán kialakított Gorkiji-víztározóba torkollik.
Novembertől áprilisig, május elejéig jég borítja. Tavaszi árvize van; áprilistól júniusig, átlag 53 nap alatt folyik le az éves vízmennyiség 63%-a. Alsó és középső folyásán hajózható. 
1956-ban a folyón Kunyikovo falunál duzzasztógátat létesítettek, így az alsó folyáson 176 km² kiterjedésű víztározó alakult ki. Legnagyobb szélessége 16 km, hossza északkelet-délnyugati irányban 24 km, mélysége 2 m és 12 m között váltakozik. A folyó új torkolatát a korábbinál nyugatabbra, Szamety falunál alakították ki.

## Mellékfolyói
- Balról: a Galicsi-tó vizét levezető Vjoksza (84 km), valamint a Sacsa (113 km) és a Tyobza (140 km)
- Jobbról: a Jaroszlavli területről érkező Obnora (132 km) és a Szoty (utóbbi már a víztározóba ömlik, hossza 144 km).

## Települések
Felső folyásán, a jobb parton fekszik Szoligalics járási székhely, gyógyüdülőhely. A legnagyobb város a folyó középső szakasza mentén fekvő Buj, közúti és főként vasúti csomópont. Hídján vezet keresztül a Kirovot és Vologdát, illetve Kirovot és Jaroszlavlt összekötő vasútvonal.